# Ocaina
L'ocaina és una llengua indígena americana parlada a l'oest d'Amèrica del Sud pels ocaines. Pertany a la família de llengües witoto. Forma el seu propi grup dins de la subfamilia Witoto-Ocaina.

## Distribució geogràfica
L'ocaina és parlada per 54 persones al nord-est del Perú i 12 més a la regió de l'Amazones de Colòmbia. Pocs nens parlen l'idioma. Té dos dialectes: Dukaiya i Ibo'tsa.

## Fonologia

### Consonants
|           |           | Bilabial | Alveolar | Postalveolar/ Palatal | Velar | Glotal |
| Nasal     | lenis     | m        | n        | ɲ                     |       |        |
| Nasal     | fortis    | mː       | nː       | ɲː                    |       |        |
| Oclusiva  | Oclusiva  | p b      | t r      | tʲ dʲ                 | k ɡ   | ʔ      |
| Africada  | Africada  |          | ts dz    | tʃ dʒ                 |       |        |
| Fricativa | Fricativa | ɸ β      | s        | ʃ ʒ                   | x     | h      |

### Vocals
|       | Anterior | Central | Posterior |
| ----- | -------- | ------- | --------- |
| Alta  | i, ĩ     | ɨ, ɨ̃    | ɨ, ɨ̃      |
| Baixa | e        | a, ã    | o, õ      |

Les síl·labes a l'ocaina es poden marcar amb un dels dos tons tons: alt o baix. Consisteixen en una vocal; poden aparèixer consonants simples a banda i banda de la vocal: (C) V (C).

## Sistema d'escriptura
Ocaina s'escriu mitjançant l'alfabet llatí . Un gràfic de símbols amb els sons que representen és el següent:
| Llatí | IPA | Llatí | IPA | Llatí | IPA  | Llatí | IPA  | Llatí | IPA  | Llatí | IPA  | Llatí | IPA  | Llatí | IPA | Llatí | IPA  | Llatí | IPA | Llatí | IPA |
| ----- | --- | ----- | --- | ----- | ---- | ----- | ---- | ----- | ---- | ----- | ---- | ----- | ---- | ----- | --- | ----- | ---- | ----- | --- | ----- | --- |
| a     | /a/ | b     | /b/ | c     | /k/  | ch    | /tʃ/ | ds    | /dz/ | dy    | /dʲ/ | e     | /e/  | f     | /ɸ/ | g     | /ɡ/  | h     | /ʔ/ | i     | /i/ |
| j     | /h/ | k     | /k/ | ll    | /dʒ/ | m     | /m/  | m̈     | /mː/ | n     | /n/  | n̈     | /nː/ | ñ     | /ɲ/ | ñ̈     | /ɲː/ | o     | /o/ | p     | /p/ |
| q     | /k/ | r     | /r/ | s     | /s/  | sh    | /ʃ/  | t     | /t/  | ts    | /ts/ | ty    | /tʲ/ | u     | /ɨ/ | v     | /β/  | x     | /x/ | y     | /ʒ/ |

- Com que l'alfabet ocaina es basa en el castellà, c s'utilitza per indicar /k/ abans d'a, o, u, qu s'utilitza abans que e i i, i k s'utilitza en préstec lingüístics, com kerosene kerosene.
- La nasalització s’indica inserint n després d’una vocal. Compara: tya tyója [tʲa tʲóha] hang it vs. tya tyonjan [tʲa tʲṍhã] clean it.
- El to alt s’indica amb l’accent agut: á, é, í, ó, ú.[2]